# Dekanat Banie
Dekanat Banie – jeden z dekanatów należący do archidiecezji szczecińsko-kamieńskiej. Funkcję dziekana pełni ks. mgr Robert Gołębiowski.

## Parafie
- Banie (pw. MB Wspomożenia Wiernych)
- Grzybno (pw. św. Antoniego)
- Kozielice (pw. św. Stanisława BM)
- Krzywin (pw. Niep. Serca NMP)
- Lubanowo (pw. Chrystusa Króla)
- Lubicz (pw. św. Judy Tadeusza)
- Swobnica (pw. św. Kazimierza)
- Tetyń (pw. MB Królowej Polski)